# بریستول بدمینتون
بریستول بدمینتون (به انگلیسی: Bristol Badminton) یک هواگرد ساختِ کارخانهٔ بریستول ایروپلین در کشور بریتانیا است . این هواگرد برای نخستین بار در ۱۹۲۶ میلادی مورد استفاده قرار گرفت.